# Церква Виноградник
Асоціація Церков Виноградників (англ. Association of Vineyard Churches) — міжнародна християнська протестантська міжденомінаційна асоціація церков. В Україні асоціація «Церква Виноградник» представлена помісними церквами, в першу чергу, у Києві, Одесі та Львові.  
Рух виноградників в основі ґрунтується на неохаризматичному оновленні та історичному євангельському християнстві. Проте замість основного харизматичного ярлика рух віддав перевагу терміну «Уповноважені євангелісти». В США члени також іноді називають себе «радикальною серединою» між євангельськими протестантами та мейнстрім-протестантами, будучи проекуменічною євангельською церквою, але, з елементами прогресивного християнства.
В США більше 200 тис. членів церкви, в Україні — більше 250. 

## Історія
Виноградник бере свій початок із заснування церкви Голгофи Кенном Гулліксеном та його дружиною Джоані, членами Каплиці Голгофи Коста-Меса, у 1974 році в Лос-Анджелесі, Сполучені Штати. На початку 1975 року тринадцять груп зібралися в жіночому клубі Беверлі-Гіллз. Ці вивчення Біблії та інші подібні до них відвідували багато популярних акторів і музикантів, включаючи Боба Ділана.
У 1977 році Джон Вімбер, євангельський пастор і вчитель зростання церкви, заснував Каплицю на Голгофі в Йорба Лінда, Каліфорнія. Вчення Вімбера про служіння Святого Духа призвело до конфлікту. На зустрічі з керівниками каплиці Голгофи було запропоновано, щоб церква Вімбера припинила використовувати ім'я Голгофи та приєдналася до руху Виноградник Гулліксена. У 1982 році церква Вімбера змінила назву на Християнське товариство Анахаймських виноградників. Гулліксен передав церкви під своїм наглядом Вімберу, поклавши початок його керівництву рухом виноградників. Євангеліст Лонні Фрізбі вважає Гулліксена засновником руху Vineyard. У 1982 році 8 церков заснували Асоціацію церков виноградників.
Починаючи з 1988 року, Вімбер налагодив стосунки з лідерами, відомими своїм пророчим служінням, такими як Пол Кейн, Боб Джонс і Майк Бікл, які були пастором Братства Канзас-Сіті, незалежної церкви, яка піде під прапором Vineyard як Metro Vineyard. Приблизно в 1991 році Вімбер почав дистанціюватися від пророчого руху, повертаючи Виноградник до заснування церков.
Після смерті Вімбера 16 листопада 1997 року рух виноградників зазнав помітного вакууму лідерства. Тодд Хантер, який обіймав посаду національного координатора з лютого 1994 року та виконував обов’язки директора виноградника на момент смерті Вімбера, став національним директором у січні 1998 року й обіймав цю посаду, поки не пішов у відставку в травні 2000 року. Після відставки Хантера Національна рада директорів призначила Берта Вагонера з Шугар Ленда, Техас, новим Національним директором. Станом на 2007 рік Асоціація церков виноградників включає понад 2400 церков по всьому світу, і ця кількість продовжує зростати завдяки сильному пріоритету, який надається заснуванню церков у рамках місії виноградників. У жовтні 2011 року Філ Страут був обраний Національною радою директорів наступником Вагонера на посаді національного директора в січні 2013 року. Він працював до жовтня 2021 року, коли Джей Патак був призначений національним директором.

## Віровчення

### Доктрина
Основною доктриною є загально визнані в християнстві догмати Нікейського Символу віри. Протягом більшої частини раннього життя руху виноградників церкви виноградників не мали офіційної заяви про віру. Основними цінностями та ідеями Винограднику є: 
- євангельське вчення та теологічні погляди Джона Вімбера;
- бажання відобразити середовище церкви, яке заохочує людей «прийти такими, як ти є»;
- применшення будь-якої атмосфери чи дій, які можна вважати відверто догматичними або тими, які порушують свободу людини.

### Позиція щодо прав жінок
Vineyard схвалює повне «розширення прав і можливостей» жінок на всіх рівнях організації. Лідери церкви дозволяють, але не наполягають на висвяченні жінок у священнослужителі, відповідно, деякі помісні церкви у США та інших країнах висвячують жінок на пасторське служіння, а деякі — ні. 

### Позиція щодо прав ЛГБТК+ людей
У листі церквам 2020 року лідери асоціації висловили свою позицію, згідно з якою наявність негетеросексуальної орієнтації у людини не є гріхом, однак церква наразі не дозволяє укладати одностатеві шлюби або видавати особам, які перебувають у одностатевих шлюбах, дозвіл на пастирське служіння. Цей лист також відмежував гендерну ідентичність від сексуальної орієнтації як окрему теологічну та політичну справу, яка потребує подальшого розгляду.

## Поширення

### Сполучені Штати
Національна штаб-квартира Vineyard USA наразі розташована в Стаффорді, штат Техас. Vineyard USA поділено на вісім регіонів, і в кожному регіоні є кластери церков, згрупованих разом за місцем розташування, яким сприяє регіональний лідер пасторської опіки (APCL). APCL співпрацює з регіональним наглядачем (RO), щоб забезпечити лідерство та підтримку регіону. Центральний керівний орган Vineyard у США відомий як Виконавча команда і включає національного директора. Наразі президентом і національним директором є Джей Патак. Усі важливі стратегічні рішення, включно з теологічними та доктринальними заявами, приймаються Національною радою. У 2018 році Vineyard USA, за оцінками, нараховує приблизно 200 000 членів у 600 церквах.

### Україна
Церкви Виноградник є в Україні: в Києві, Одесі, Львові, Житомирі  та Кременчуці. 

### Велика Британія та Ірландія
Церкви виноградників Великої Британії та Ірландіх (або VCUKI) є національним органом Асоціації церков виноградників Сполученого Королівства та Ірландії. Під його керівництвом перебуває понад 100 церков. Організація є зареєстрованою організацією, що займається благодійною діяльністю.

### Данія
Станом на грудень 2022 року в Данії існує сім церков Виноградника. Вони розташовані в Копенгагені, Орхусі, Оденсе, Роскілле, Ольборзі, Борнгольмі і Гельсінгері.